# 緑汀路駅
緑汀路駅（りょくていろえき）は、中華人民共和国浙江省杭州市余杭区水郷北路（仮称）と緑汀路の交差点に位置する杭州地下鉄3号線・5号線・16号線の駅。
当駅は杭州地下鉄において開業時から乗換駅として機能した初めての駅であった。

## 歴史
- 2020年4月23日：5号線と16号線の駅として開業[1][2]。
- 2022年6月10日：3号線の駅が開業[3]。

## 駅構造
5号線ホームは地下2階に位置しており、島式ホーム1面2線を有する。ホーム幅は38メートルという広幅設計を採用している。
3号線と16号線は地下3階に島式ホーム2面4線を有する。内側2線を16号線、外側2線を3号線が使用おり、両路線は同一方向での対面乗換が可能となっている。16号線の駅西側には片渡り線が、東側には両渡り線が設置されている。

### のりば

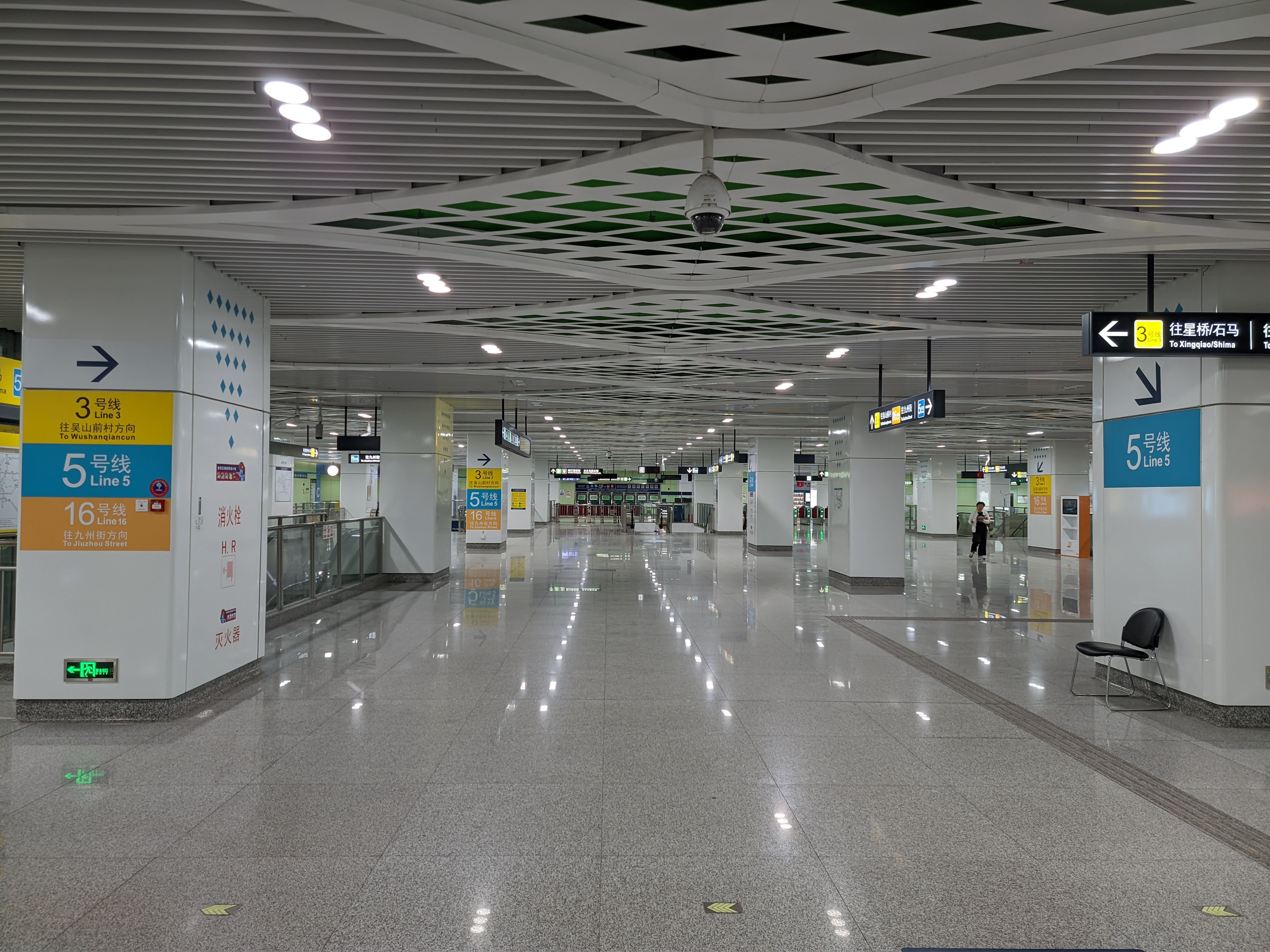
コンコース
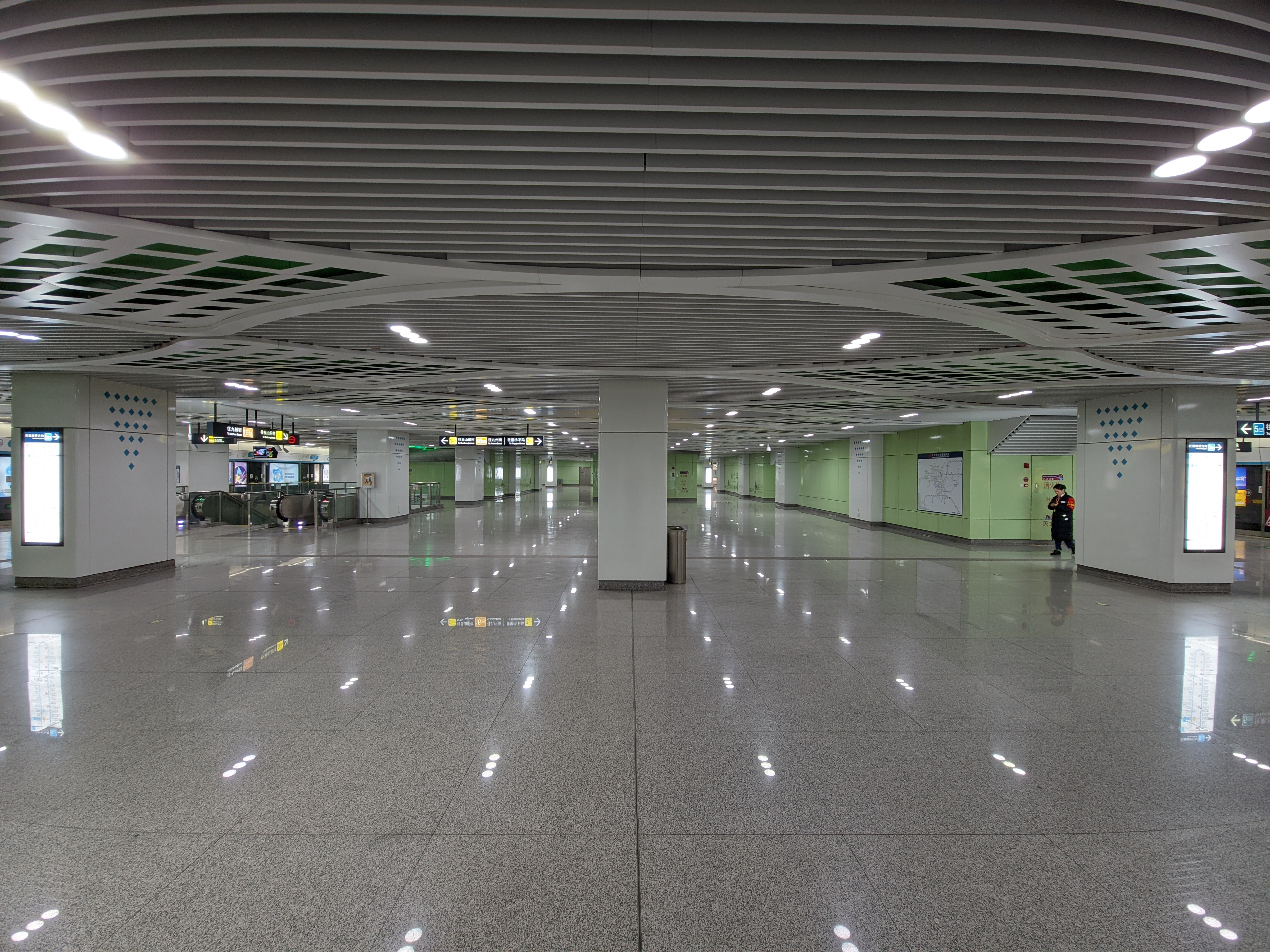
5号線ホーム

案内上ののりば番号は設定されていない。
| 路線                           | 方向 | 行先                       |
| ------------------------------ | ---- | -------------------------- |
| 5号線ホーム（地下2階）         |      |                            |
| ■ 5号線                        | 下り | 南湖東方面                 |
| ■ 5号線                        | 上り | 城站・火車南站・姑娘橋方面 |
| 3号線・16号線ホーム（地下3階） |      |                            |
| ■ 3号線（本線）                | 下り | 火車西站・呉山前村方面     |
| ■ 16号線                       | 下り | 臨安市街 九州街方面        |
| ■ 16号線                       | -    | 降車ホーム                 |
| ■ 3号線（本線）                | 上り | 武林広場・星橋方面         |

（出典：杭港地下鉄:内部空间示意图）
- コンコース
- 5号線ホーム

## 駅周辺
- 華潤置地・杭珹未来中心

## 隣の駅
杭州地下鉄
■ 3号線（本線）
文一西路駅 - 緑汀路駅 - 創明路駅（未開通） - 全豊駅
■ 5号線
金星駅 - 緑汀路駅 - 葛巷駅
■ 16号線
鳳新路駅 - 緑汀路駅